# Salomonöarna i olympiska sommarspelen 2000
Salomonöarna deltog i de olympiska sommarspelen 2000 med en trupp bestående av två deltagare, en man och en kvinna, men ingen av landets deltagare erövrade någon medalj.

## Friidrott
Herrarnas 3 000 meter hinder
- Primo Higa
  1. Omgång 1 - 9:44.12 (→ gick inte vidare)

Damernas 100 meter
- Jenny Keni
  1. Omgång 1 - 13.01 (→ gick inte vidare)